# حسين المصعبي
حسين صالح المصعبي (مواليد 6 فبراير 1996) هو لاعب كرة قدم سعودي يلعب حاليًا في نادي العدالة.

## مسيرة اللاعب
لعب مع نادي الأخدود ونادي العدالة.